# Abramy
Abramy – wieś sołecka w Polsce położona w województwie mazowieckim, w powiecie mińskim, w gminie Kałuszyn.
Wieś prywatna Królestwa Kongresowego, położona była w 1827 roku w powiecie siennickim, obwodzie stanisławowskim województwa mazowieckiego. W latach 1975–1998 miejscowość administracyjnie należała do województwa siedleckiego.
Na pograniczu Abramów i Szemborów znajduje się kaplica mariawicka należąca do parafii Trójcy Przenajświętszej w Wiśniewie.
Dawne gniazdo rodowe rodziny Abramowskich herbu Jastrzębiec.
Wcześniejsza nazwa - Kałuszyno-Abramy.
W 1599 r. Jan Abramowski był właścicielem wsi Kałuszyno-Abramy. W 1676 r. właścicielami części wsi Abramy byli: Andrzej, Stanisław oraz wdowa Abramowscy.
Wierni Kościoła rzymskokatolickiego należą do parafii Wniebowzięcia Najświętszej Maryi Panny w Kałuszynie.